# Dorcadion rigattii
Dorcadion rigattii là một loài bọ cánh cứng trong họ Cerambycidae.